# Vârfurile, Arad
Vârfurile (în maghiară: Halmágycsúcs) este satul de reședință al comunei cu același nume din județul Arad, Crișana, România.

## Așezare
Localitatea Vârfurile este situată la poalele Munților Bihor și Codru-Moma, în partea de nord-vest a Depresiunii Hălmagiu, pe Râul Crișul Alb, la 128 km de municipiul Arad.

## Istoric
Atestată documentar pentru prima dată în anul 1390, localitatea Vîrfurile a purtat inițial denumirea de Ciuci. Este cunoscută sub actuala denumire din anul 1926.

Vechi centru voievodal, Ciuci a fost parte a domeniului Șiriei și a avut un important rol în predarea cetății Șoimoș în mâna răsculaților conduși de Gheorghe Doja.
Centrul voievodal se găsea pe locul denumit astăzi Curtescul, în partea de nord-vest a comunei. Sunt  vizibile și azi urmele unor clădiri și ale unor șanțuri de apărare.

La sfîrșitul secolului al XVI-lea, la Vârfurile se ridica o cetate integrată în sistemul de apărare vestică a Transilvaniei. În aceeași perioadă, fortăreața a avut un rol important în apărarea drumului ce ducea către Oradea. 

În secolului al XVIII-lea, Vârfurile devin centrul unui domeniu feudal. La începutul aceluiași secol, între anii 1703 - 1711, în timpul răscoalei antihabsburgice conduse de Francisc Rákóczi al II-lea, la Vârfurile a capitulat o unitate habsburgică sub presiunea cetelor locotenentului Dragul, participant din partea românilor.

## Economie
Economia așezării este una predominant agricolă bazată pe cultura plantelor, creșterea animalelor , prelucrarea lemnului si exploatarea de piatra in cariere.

## Atracții turistice
- Potențialul folcloric caracteristic zonei Zărandului.
- Munții Zărandului
- Munții Codru-Moma
- Munții Bihorului
- PENSIUNI turistice
- Muntii Gorgana

## Galerie de imagini

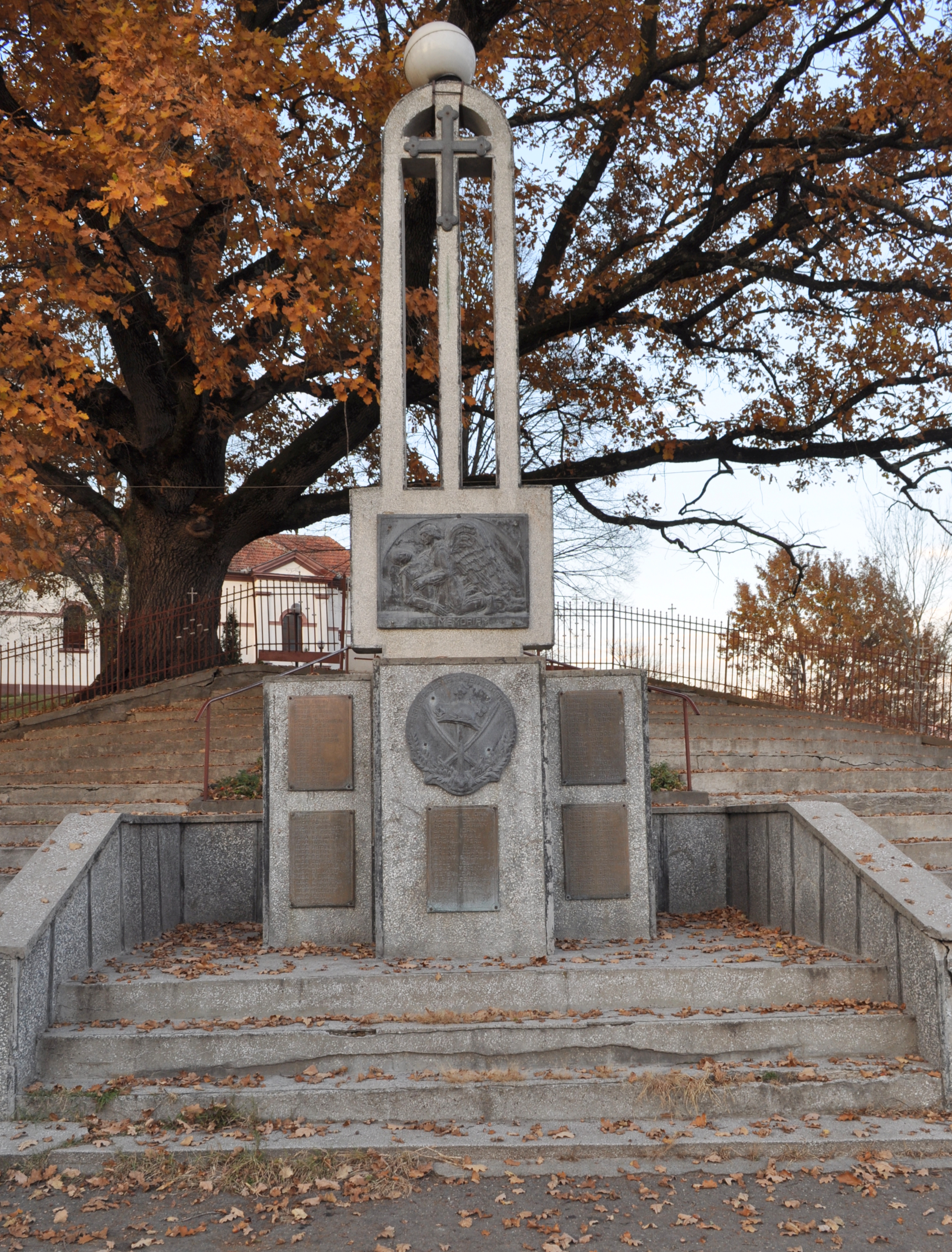
Monumentul Eroilor
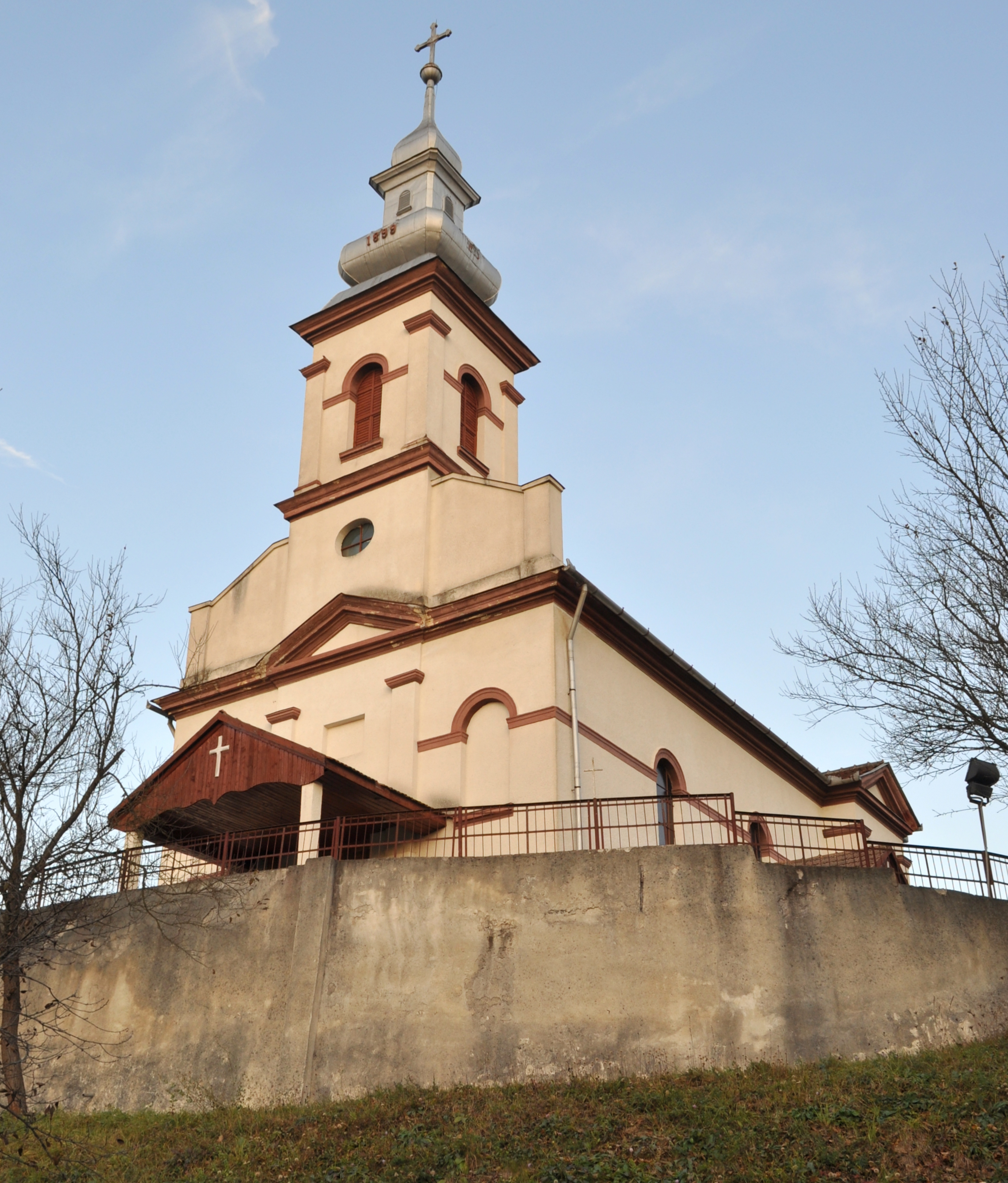
Biserica „Sfinții Arhangheli” (1889)
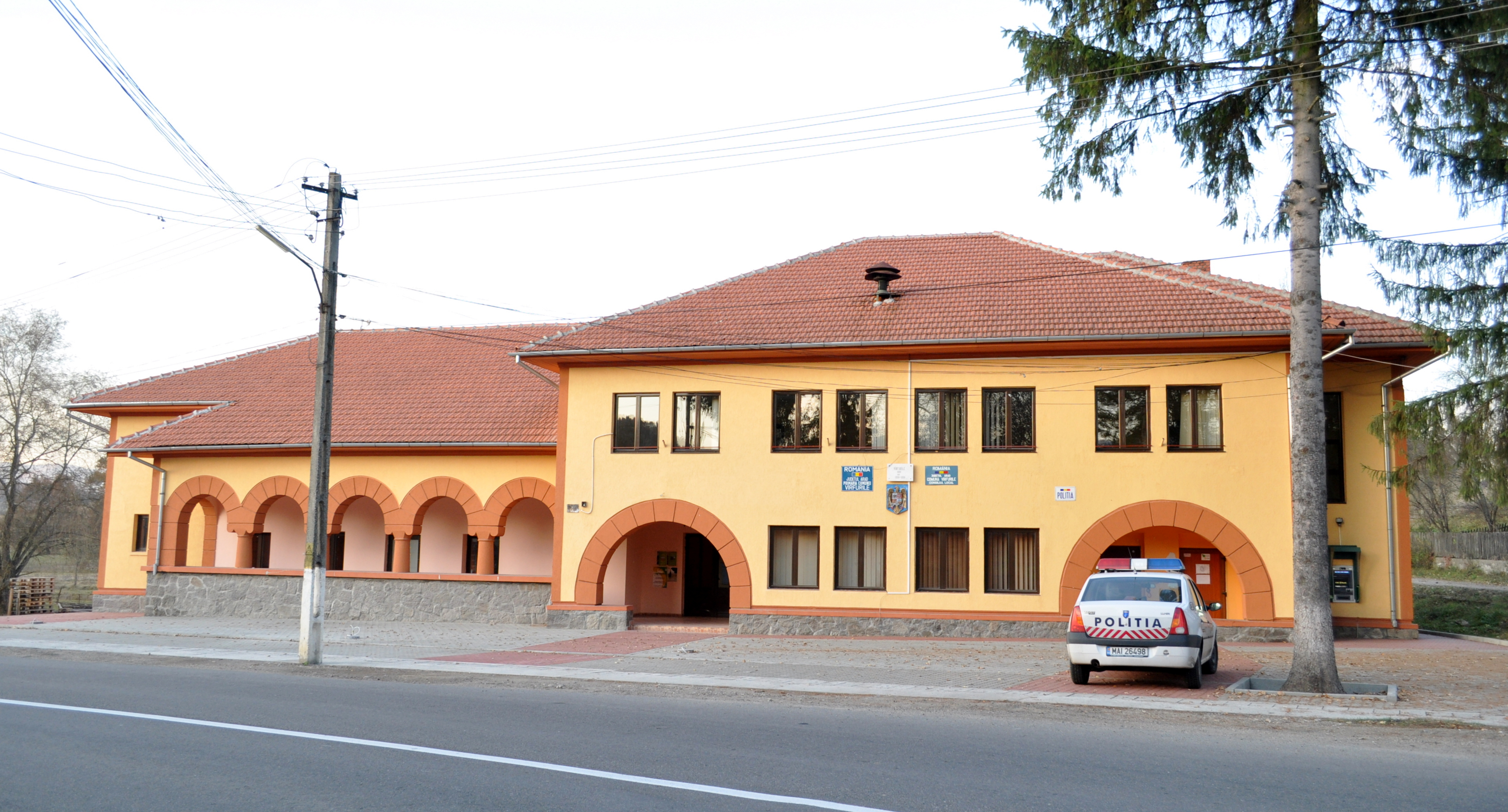
Primăria comunei Vârfurile
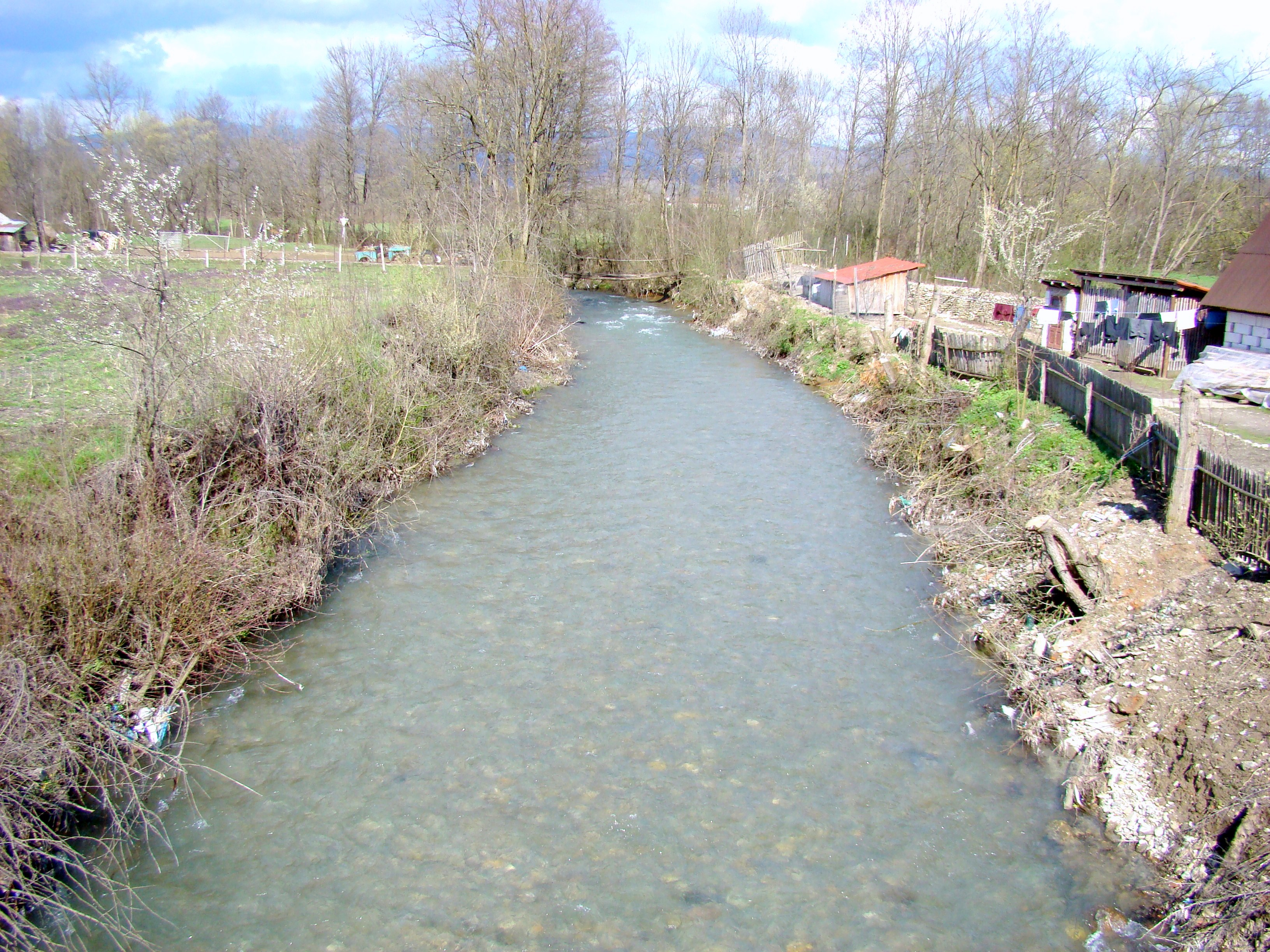
Râul Valea Leucii